# Schitul Vovidenia, Huși
Schitul Vovidenia este o mănăstire ortodoxă din România situată în orașul Huși, județul Vaslui.